# Gongronema curtisii
Gongronema curtisii är en oleanderväxtart som beskrevs av George King och Gamble. Gongronema curtisii ingår i släktet Gongronema och familjen oleanderväxter. Inga underarter finns listade i Catalogue of Life.